# 100P/Hartley
Pour les articles homonymes, voir Comète Hartley.
La comète Hartley 1, officiellement 100P/Hartley 1, est une comète périodique du système solaire, découverte le 13 juin 1985 par Malcolm Hartley au UK Schmidt Telescope de l'observatoire de Siding Spring.